# 蒙蒂韦尔纳日
蒙蒂韦尔纳日（法語：Montivernage，法語發音：[mɔ̃tivɛʁnaʒ]）是法国杜省的一个市镇，属于贝桑松区。

## 地理
蒙蒂韦尔纳日（47°19'3"N, 6°25'38"E）面积3.34 平方千米，位于法国勃艮第-弗朗什-孔泰大區杜省，该省份为法国东部内陆省份，北起上索恩省，西接汝拉省，东部及东南部与瑞士接壤，东北部与贝尔福地区省接壤。
与蒙蒂韦尔纳日接壤的市镇（或旧市镇、城区）包括：屈桑斯、吉永莱班、拉南、帕萨旺、沃德里维莱尔。

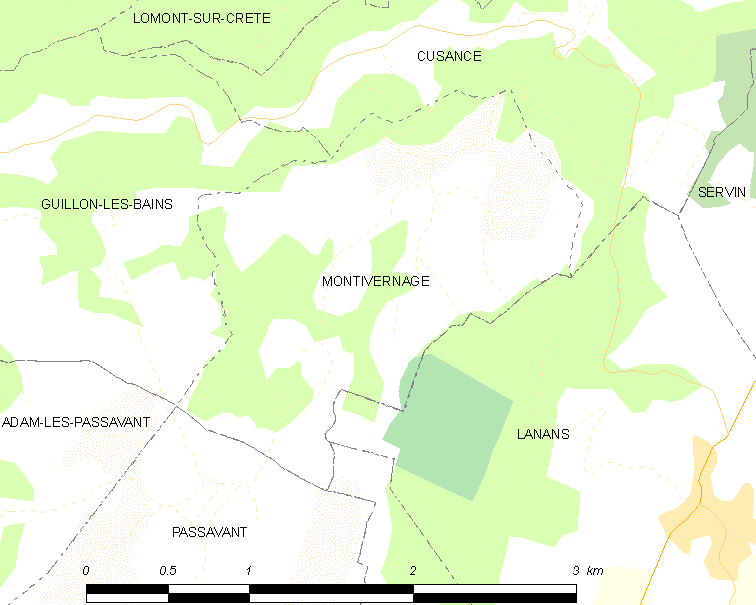
蒙蒂韦尔纳日的OSM定位图

蒙蒂韦尔纳日的时区为UTC+01:00、UTC+02:00（夏令时）。

## 行政
蒙蒂韦尔纳日的邮政编码为25110，INSEE市镇编码为25401。

## 政治
蒙蒂韦尔纳日所属的省级选区为博姆莱达姆县。

## 人口

1962-2008年间蒙蒂韦尔纳日人口变化图示

蒙蒂韦尔纳日于2022年1月1日时的人口数量为28人。